# نعمت‌الله جهان‌بانویی
نعمت‌الله جهانبانویی سال ۱۳۰۱ در تهران متولد شد و کار روزنامه‌نگاری را با روزنامه اقدام به مدیریت عباس خلیلی (پدر سیمین بهبهانی) شروع کرد.
جهانبانویی پنج سال در نشریه اقدام کار کرد و از تیر ماه ۱۳۲۸ به فکر راه اندازی مجله فردوسی افتاد.
این مجله به صورت متصل و هفتگی تا مرداد ۱۳۵۳ با مدیریت جهانبانویی منتشر شد و در این مدت ۱۱۸۱ شماره از این نشریه بر پیشخوان مطبوعات قرار گرفت. در سال ۵۳ و به دنبال توقیف جمعی نشریات مجله فردوسی هم به جمع ۶۶ مجله توقیف شده پیوست. دوره دوم فردوسی از ۱۷ مهر ۵۷ شروع شد و تا ۲۶ تیر ۱۳۵۸ ا دامه یافت و در مجموع ۳۶ شماره  انتشار یافت. وی همچنین نشریه فردوسی ماهانه‌ای را هم مدیریت می‌کرد که از اردیبهشت تا مهر ۴۶ در شش شماره منتشر شد.
جهانبانویی از جمله افراد فعال در شکل دهی به تشکل‌های مدیران مطبوعات بود.
نعمت‌الله جهانبانویی داستان زندگی و فعالیت‌های مطبوعاتی خود را در گفت و گویی تفضیلی با سیدفرید قاسمی مورخ و محقق تاریخ مطبوعات ایران انجام داد که در کتاب «تاریخ شفاهی مطبوعات ایران» (انتشارات ققنوس- ۱۳۸۲) منتشر شد.